# Anneau des entiers de Q(√5)
Pour les articles homonymes, voir Entier.
En mathématiques, l'anneau des entiers de Q(√5) est l'ensemble des nombres réels de la forme a + b(1+√5)/2, où a, b sont deux entiers relatifs, muni des opérations usuelles d'addition et de multiplication. C’est le plus petit ensemble de nombres qui contienne à la fois les entiers ordinaires et le nombre d'or φ = (1+√5)/2, et qui soit stable par addition et multiplication. On le note ici Z[φ].
En théorie algébrique des nombres, on le définit simplement comme l'anneau OQ(√5) des entiers du corps quadratique réel Q(√5). Cet anneau est euclidien. Il possède donc des propriétés arithmétiques analogues à celles des nombres entiers usuels : il est possible d’y définir une division euclidienne, de calculer le plus grand commun diviseur et le plus petit commun multiple de deux ou plusieurs nombres, d’y démontrer le lemme de Gauss, l'identité de Bézout et une version du théorème fondamental de l'arithmétique, garantissant l'existence de la décomposition de tout nombre en un produit de facteurs premiers. Une différence importante, cependant, est qu’il n’existe dans Z que deux éléments inversibles, 1 et –1, mais qu’il en existe une infinité dans Z[φ].
Cet anneau est souvent utilisé comme un des exemples privilégiés pour illustrer concrètement la théorie plus avancée des entiers dans les corps de nombres. Son arithmétique permet aussi de justifier plusieurs propriétés mathématiques du nombre d'or, et d’étudier certaines équations diophantiennes classiques, comme x5 + y5 = z5, liée au dernier théorème de Fermat dans le cas de degré égal à 5 ou x2 – 5y2 = 1, un cas particulier de l'équation de Pell-Fermat.

## Notations
Dans cet article, on utilise des lettres grecques pour désigner des éléments de Z[φ], et l'on réserve les lettres latines pour désigner les entiers relatifs ou les nombres rationnels. La lettre ε est utilisée pour décrire une unité, c'est-à-dire un élément inversible de Z[φ].
Un élément α de Z[φ], par définition, est donc un nombre (réel) qui peut s’écrire α = a + bφ, pour deux entiers relatifs a et b. Cette écriture est unique, et l'on appellera à l'occasion a et b les coordonnées de α.

## Structure
Dans cette section sont expliquées les opérations (addition, multiplication…) sur les nombres α = a + bφ, et les structures fournies par ces opérations. La démarche suivie est analogue à celle utilisée dans le cas des entiers de Gauss, qui sont des nombres de la forme a + bi, où i est un nombre complexe solution de l’équation x2 + 1 = 0, une équation quadratique. Ici φ est solution d’une autre équation quadratique, x2 – x – 1 = 0. Le polynôme X2 – X – 1 est appelé le polynôme minimal de φ.

### Structure d'anneau
De φ2 = φ + 1, on déduit que :
- (par récurrence) toute puissance de φ appartient à Z[φ] — voir plus bas : § Suite de Fibonacci — donc toute fonction polynomiale de φ à coefficients entiers également ;
- le sous-ensemble Z[φ] du corps ℝ des nombres réels est donc le sous-anneau engendré par Z ∪ {φ} (ce qui rend légitime de le noter ainsi).

En tant que sous-anneau de ℝ, l'anneau Z[φ] est commutatif, intègre et totalement ordonné (donc de caractéristique nulle).

### Une remarque sur Z[√5]
On aurait pu imaginer (pour mieux imiter les entiers de Gauss, par exemple) d’étudier les nombres, apparemment plus simples, de la forme u + v √5, avec u et v des entiers. Ils forment l’ensemble noté Z[√5], qui est aussi un sous-anneau du corps des nombres réels (le nombre √5 est solution de l’équation quadratique x2 – 5 = 0 et les mêmes raisonnements s’appliquent). Ce sous-anneau est inclus dans Z[φ] : en effet,
Cette inclusion de Z[√5] dans Z[φ] est stricte car d'après la formule ci-dessus, les seuls éléments a + bφ de Z[φ] qui appartiennent au sous-anneau Z[√5] sont ceux pour lesquels l'entier b est pair.
En fait, si les propriétés algébriques des deux ensembles sont analogues (ce sont des anneaux pour les mêmes opérations), Z[√5] est trop petit, comme on le verra, pour y faire confortablement de l’arithmétique. Comprendre quels étaient les bons ensembles de nombres à prendre en compte est une des difficultés rencontrées par les mathématiciens du XIXe siècle.

### Suite de Fibonacci
La « suite » (Fn) (indexée par ℤ) des entiers de Fibonacci, définie par
vérifie :

### Le corps Q(√5)
L'ensemble des réels de la forme a + bφ avec a et b rationnels ou, ce qui revient au même, de la forme u + v √5 avec u et v rationnels, est — de même que Z[φ] et Z[√5] étaient des sous-anneaux — une Q-sous-algèbre de ℝ. Puisque √5 est irrationnel, l'écriture d'un élément de cet ensemble sous la forme u + v √5 avec u et v rationnels est unique, ou encore : ce nombre n'est nul que si u = v = 0. Autrement dit : (1, √5) est une base de ce Q-sous-espace vectoriel, et de même pour (1, φ). (Ceci généralise — donc justifie — l'unicité précédemment admise dans le cas de coordonnées entières.)
Cet ensemble est de plus stable par inverses car si u et v sont rationnels et non tous deux nuls alors u2 – 5v2 est un rationnel non nul et 1/(u + v √5) = (u – v √5)/(u2 – 5v2). Par conséquent, c'est non seulement un sous-anneau mais un sous-corps de ℝ. On le note Q(√5).
Comme Q(√5) est le plus petit sous-corps de ℝ contenant Q et √5 (ou Q et φ), il s'identifie au corps des fractions de Z[√5] et de Z[φ]. On peut se demander comment, inversement, récupérer ces anneaux directement à partir de Q(√5). C’est la notion d'entier algébrique qui le permet — au moins pour Z[φ], qui va donc apparaître comme plus naturellement attaché à Q(√5).
Définition — Les entiers de Q(√5) sont les éléments de ce corps dont le polynôme minimal sur Q est à coefficients dans Z.
Comme Q(√5) est un corps quadratique, tous ses éléments sont algébriques de degré 1 ou 2 : si α = u + v √5 alors (α – u)2 – 5v2 = 0. L'élément α est entier si et seulement si les rationnels 2u et u2 – 5v2 sont des entiers (relatifs). On en déduit (voir « Entier quadratique ») :
Théorème — L'anneau des entiers de Q(√5) est Z[φ].
L'anneau Z[φ] est donc intégralement clos, si bien que Z[√5], qui a même corps des fractions mais est strictement plus petit, ne l'est pas. Par conséquent, Z[√5] n'est pas un anneau à PGCD (et a fortiori pas factoriel), contrairement à Z[φ] qui — voir plus bas — est même euclidien. En fait, Z[√5] ne vérifie même pas le lemme d'Euclide, c'est-à-dire qu'il possède des éléments irréductibles non premiers. Par exemple, 2 est irréductible dans Z[√5] (et même dans Z[φ] : cf. § « Détermination des éléments irréductibles de Z[φ] » plus bas). Cependant, dans Z[√5], 2 n'est pas premier : il divise le produit (1 + √5)(1 – √5) = –22 mais ne divise aucun des deux facteurs. Ce problème disparaît dans Z[φ], qui contient (1 + √5)/2 = φ et (1 – √5)/2 = 1 – φ. La définition des entiers, qui autorise ici le dénominateur 2, est donc ce qui leur garantit les meilleures propriétés. Plusieurs auteurs se penchèrent sur ces problèmes au cours du xixe siècle, mais c'est Richard Dedekind qui donna une présentation complète de la notion d'entier algébrique, dans les suppléments à son édition des cours de Dirichlet, en 1871.
Le discriminant de Z[φ], égal à 5, est le plus petit discriminant d’un corps quadratique réel.

## Deux outils importants
Deux des outils pour l'étude de l'anneau Z[φ] sont constitués de fonctions. Une de ces fonctions imite la conjugaison complexe pour les entiers de Gauss, l’autre fait office de mesure pour la taille d’un élément de Z[φ].

### Application conjuguée
La conjugaison σ dans Q(√5) (intervertissant √5 et son opposé) est un automorphisme (involutif) du corps Q(√5) qui laisse stable Z[φ], en intervertissant φ et son élément conjugué φ' = (1 – √5)/2 = –1/φ = 1 – φ. Par restriction, on obtient ainsi :

### Norme
Une fois encore, la situation est un peu analogue à celle des nombres complexes. Pour ceux-ci, l'application module est très utile : à un nombre, elle associe la racine carrée du produit de lui-même et de son conjugué. Comme, dans le cas qui nous intéresse, le produit correspondant n’est pas toujours positif, on évite en général de prendre la racine carrée et l'on définit plutôt :
Définition — La norme d'un élément α de Q(√5) est le produit ασ(α), c'est-à-dire que pour tous rationnels u, v, a, b,
C'est donc un rationnel, et même un entier relatif si α appartient à Z[φ]. Par exemple, la norme de √5 est égale à –5 et la norme de φ est égale à –1.
Remarque — Pour tout α dans Z[φ], l'entier N(α) est congru modulo 5 à –1, 0 ou 1.
En effet, 4N(α) est un carré modulo 5.
La norme possède une propriété clé plus générale (cf. articles détaillés) :
Propriété — {\displaystyle N(\alpha \beta )=N(\alpha )N(\beta ).}
Traduite dans la base (1, √5), on retrouve le cas n = 5 de l'identité de Brahmagupta :

## Division
Dans Z[φ], une condition nécessaire pour qu’un nombre α divise un nombre γ est que N(α) divise N(γ). Par conséquent, le nombre β tel que αβ = γ n’appartient pas à Z[φ] dans le cas général.

### Nombre inversible
Pour qu’un nombre α ait un inverse, il faut donc que sa norme soit égale à 1 ou -1. Ces nombres sont donc tels que :
{\displaystyle \mathrm {N} (\alpha )=a^{2}+ab-b^{2}=\pm 1.}
Ces équations ont des solutions entières lorsque 5a2 + 4 ou 5a2 – 4 sont des carrés. N(α) = ±1 est une condition suffisante pour que α soit inversible, son inverse étant son conjugué (si N(α) = 1) ou l’opposé de son conjugué (si N(α) = –1).
Par exemple :
φ a pour inverse –1 + φ = –φ' ; car N(φ) = –1 et φ(–1 + φ) = 1
5 – 3φ a pour inverse 2 + 3φ = 5 – 3φ' ; car N(5 – 3φ) = 1 et (5 – 3φ)(2 + 3φ) = 1
Tout produit de nombres inversibles est lui-même inversible ; notamment, toute puissance de φ possède un inverse. L’ensemble des nombres inversibles de Z[φ] constitue un groupe commutatif pour la multiplication, appelé groupe des unités (cf section suivante).

### Division euclidienne
La norme permet de définir une division euclidienne. Cette norme n'est pas toujours positive. Le stathme v, c’est-à-dire la fonction permettant d’évaluer le reste de la division — de même que la valeur absolue dans le cas des entiers relatifs — ne doit prendre que des valeurs positives. Pour cette raison, on le choisit égal à la valeur absolue de la norme. On montre alors que 5 fait partie, comme –1, des 21 valeurs de d pour lesquelles l'anneau des entiers de Q(√d) est euclidien pour v :

Soit α et β deux éléments de Z[φ], β étant non nul, alors il existe au moins un couple (θ, ρ) d'éléments de Z[φ] tel que :
{\displaystyle \alpha =\beta \theta +\rho \quad {\rm {avec}}\quad |N(\rho )|<|N(\beta )|.}
Ceci montre qu'il existe une division euclidienne dans l'anneau Z[φ]. Elle possède un aspect un peu déroutant, au sens où il n’y a pas d’unicité stricte, comme dans le cas usuel. Le nombre des possibilités est en effet lié au groupe des unités. Cette situation n’est en fait pas très différente de celle des entiers relatifs où la division euclidienne n’est définie qu’au signe près, c’est-à-dire à une unité près.

## Groupe des unités
Pour un article plus général, voir Groupe des unités d'un anneau d'entiers quadratiques.
Les unités d'un anneau commutatif comme Z[φ] sont ses éléments inversibles et forment un groupe (commutatif) pour la multiplication, contenant 1 et –1. L'anneau Z ne possède que ces deux unités. Par contre, un anneau d'entiers d'un corps quadratique réel, comme Z[φ], possède toujours une infinité d'unités, ce qui se vérifie facilement dans le cas particulier envisagé. Les unités ne sont pas traitables avec les outils classiques de l'arithmétique ; les notions fondamentales, la définition de nombre premier ou irréductible, la décomposition en facteurs irréductibles sont données au produit par une unité près, d'où l'utilité de décrire celles-ci. On appelle « associés » deux éléments de l'anneau se déduisant l'un de l'autre par multiplication par une unité.
L'étude générale du groupe des unités d'un corps quadratique montre que :
- Le groupe des unités de Z[φ] est composé des éléments de norme égale à ±1.Déterminer le groupe des unités revient donc à résoudre l'équation suivante sur les entiers relatifs :{\displaystyle {\frac {(2a+b)^{2}-5b^{2}}{4}}=\pm 1.}Cette équation diophantienne (deux en fait : une pour 1, l'autre pour –1) équivaut par changement de variables à l'équation de Pell-Fermat{\displaystyle x^{2}-5y^{2}=\pm 4.}
- Les unités de Z[φ] sont les φn et –φn, n ∈ Z[8].Cela tient au fait que φ (de norme –1 et d'inverse –φ') est la plus petite unité strictement supérieure à 1.

## Nombre premier ou irréductible
Un nombre de Z[φ] est dit premier ou irréductible si toute décomposition du nombre en deux facteurs de Z[φ] comprend un et un seul élément du groupe des unités.
Nota : si α est inversible d’inverse ᾱ, tout nombre γ peut toujours s’écrire :
γ = αᾱγ = αβ, en posant β = ᾱγ
Un nombre de Z[φ] dont la valeur absolue de la norme est un nombre premier est premier ou irréductible.
Exemples :
√5 est irréductible car N(√5) = -5
2+φ est irréductible car N(2+φ) = 5
19 est réductible car N(19)= 192 et 19 = (4+3φ)(7-3φ)
Un nombre non nul de Z[φ] qui n’est pas une unité peut s’écrire comme un produit de nombres premiers.
Les nombres premiers, ou irréductibles, jouent un rôle essentiel dans l’arithmétique de Z et il en est de même dans Z[φ].
Comme dans Z, tout élément de Z[φ] se décompose en facteurs irréductibles, et ce de manière à peu près unique. Le « à peu près » vient des unités : dans Z, 6 possède plusieurs décompositions en facteurs premiers, 2 × 3, mais aussi –2 × –3 par exemple. De même, dans Z[φ], les facteurs irréductibles ne sont fixés qu'à produit près par une unité.

### Détermination des éléments irréductibles de Z[φ]
Un nombre premier de Z n'est pas toujours irréductible dans Z[φ]. Par exemple : 5 = (√5)2, ou encore : 11 = 42 – 5 = (4 + √5)(4 – √5).
La classification des idéaux premiers de l'anneau des entiers de Q(√d) pour d quelconque (cf. article détaillé), appliquée ici à d = 5, indique que :

Les éléments irréductibles de Z[φ] sont :
- les nombres premiers de Z de la forme 5n + 2 ou 5n – 2 et leurs associés,
- les éléments dont la norme est égale, au signe près, à 5 ou à un nombre premier de Z de la forme 5n + 1 ou 5n – 1.

De plus, dans le second cas p = |πσ(π)|, le seul p pour lequel π et σ(π) sont associés est p = 5.
On peut le redémontrer en remarquant d'abord que (d'après les propriétés générales de la norme sur un anneau d'entiers quadratiques) les irréductibles de Z[φ] s'obtiennent en décomposant dans cet anneau les nombres premiers usuels, et pour un tel entier naturel premier p, il n'y a que deux possibilités :
- ou bien p reste irréductible dans Z[φ],
- ou bien p = |N(π)| = ±πσ(π) pour un certain élément π de Z[φ], qui est alors irréductible.

Il reste à vérifier que ces deux cas correspondent aux congruences annoncées et que 5 est le seul nombre premier « ramifié dans Q(√5) ».

### Petit théorème de Fermat
Le petit théorème de Fermat pour tout corps de nombres s'applique en particulier à tout corps quadratique, donc à ℚ(√5) :

Soient π un élément irréductible de Z[φ] et α un élément de Z[φ] qui n'est pas un multiple de π. Alors
{\displaystyle \alpha ^{|N(\pi )|-1}\equiv 1\mod \pi ,}
c'est-à-dire que α|N(π)|–1 – 1 est divisible par π.
La caractérisation des éléments irréductibles donnée plus haut permet de détailler cet énoncé : sous les mêmes hypothèses mais en excluant le cas où π est associé à √5,
- si |N(π)| = p premier (de la forme 5n + 1 ou 5n – 1) alors{\displaystyle \alpha ^{p-1}\equiv 1\mod \pi }et si α n'est pas non plus multiple du conjugué σ(π), alors cette congruence est même vraie non seulement mod π mais mod p ;
- si π = q premier (de la forme 5n + 2 ou 5n – 2) alors modulo q, on a non seulement αq2 ≡ α mais même[12] αq ≡ σ(α), autrement dit :

### Applications: suite de Fibonacci et nombres de Mersenne
Le petit théorème de Fermat dans Z[φ] permet d'établir ce qu’on appelle la « loi d'apparition des nombres premiers au sein de la suite de Fibonacci » : tout nombre premier divise un des termes de la suite de Fibonacci. Plus précisément :
- si p est un nombre premier de la forme 5n + 1 ou 5n – 1 (donc un nombre qui se décompose dans Z[φ]), alors p divise Fp–1 (et Fp–2 – 1) ;
- si q est un nombre premier de la forme 5n + 2 ou 5n – 2 (donc un nombre qui reste irréductible dans Z[φ]), alors q divise Fq+1 (et Fq + 1).

En effet, par le petit théorème de Fermat dans Z[φ], p divise φp–1 – 1 = Fp–2 + Fp–1φ – 1 et q divise φq+1 + 1 = Fq + Fq+1φ + 1.
On peut tester le résultat numériquement. Par exemple, F11–1 = 5 × 11 (et F11–2 – 1 = 3 × 11), F17+1 = 2 584 = 152 × 17 (et F17 + 1 = 1 598 = 94 × 17).
Un autre usage du petit théorème de Fermat dans Z[φ] est de fournir une condition nécessaire et suffisante pour que certains nombres de Mersenne soient premiers. Plus précisément, si p = 4n + 3 est un nombre premier, le nombre de Mersenne M = 2p – 1 est premier si et seulement si rp–1 ≡ 0 (mod M), où la suite (rm) est définie par récurrence : r1 = 3 et rm+1 = rm2 – 2.
La démonstration repose sur le fait que la suite (rm) s’exprime en fonction de φ, rm = φ2m + σ(φ)2m. Le critère de primalité fourni par ce résultat est celui utilisé par Édouard Lucas pour prouver que le nombre de Mersenne 2127 – 1 est premier.

## Équation de Pell-Fermat

### Équation
L'objectif est, pour un entier fixé d non divisible par 5, de résoudre en nombres entiers l'équation
ou encore, d'après le § « Norme » ci-dessus :
On cherche donc (cf. § « Une remarque sur Z[√5] » ci-dessus) les éléments a + bφ de Z[φ] de norme d avec b pair, ces éléments étant reliés aux solutions de (Ed) par le changement de variables u = a + b/2, v = b/2.
Cette restriction au sous-anneau Z[√5] n'est pas très gênante car

tout élément de Z[φ] est le produit d'un inversible par un élément du sous-anneau Z[√5].
En effet, pour tout α dans Z[φ], l'un des trois nombres α, φ2α (de même norme) ou φα (de norme opposée) appartient à ce sous-anneau.
On s'intéresse donc dans un premier temps à tous les éléments de Z[φ] de norme ±d.

### Casd= ±1
Résoudre les deux équations (E±1) provient directement de la connaissance des unités de Z[φ] ; elles sont de la forme ±φn où n est un entier relatif et la norme est (–1)n. La suite de Fibonacci donne les coordonnées des puissances de φ, mais il faut déterminer dans quels cas le coefficient de φ dans l'écriture de ces unités est pair. Or PGCD(Fn, 2) = PGCD(Fn, F3) = FPGCD(n, 3) donc Fn est pair si et seulement si n est multiple de 3. Les ensembles S±1 des solutions des équations (E±1) sont par conséquent :
ou encore, en faisant intervenir les nombres de Lucas Ln = 2Fn–1 + Fn :

### Casd= ±poùpest un nombre premier
L'analyse des éléments irréductibles de Z[φ] permet de résoudre la question : il existe dans Z[φ] des éléments de norme ±p si et seulement si p est congru à 1 ou à –1 modulo 5.

### Cas général
Le cas général s'en déduit :

Si dans la décomposition en facteurs premiers de d apparaît un facteur premier congru à 2 ou à –2 modulo 5 avec un exposant impair, alors les deux équations (E±d) n'ont pas de solution.
En effet, la valeur absolue de la norme d'un élément irréductible correspondant à ce type de facteur est nécessairement un carré.

Si dans la décomposition en facteurs premiers de d n'apparaît aucun facteur premier congru à 2 ou à –2 modulo 5 avec un exposant impair, alors les deux équations (E±d) admettent chacune une infinité de solutions.
Sous cette hypothèse, les différents facteurs premiers de d, ou leurs carrés dans le cas de facteurs de la forme 5n + 2 ou 5n – 2, correspondent à des normes d'éléments de Z[φ]. En appliquant la multiplicativité de la norme, on fabrique un élément de Z[φ] de norme ±d et l'on en déduit (en le multipliant au besoin par φ ou φ2) un élément α = a + bφ de Z[√5] de norme d ou –d.
Pour en déduire toutes les solutions des deux équations (Ed) et (E–d), on procède alors comme dans le cas d = ±1 ci-dessus (pour lequel α était choisi égal à 1) : les solutions correspondent, parmi les ±φmα avec m entier relatif pair pour l'une et impair pour l'autre, aux éléments qui appartiennent aussi au sous-anneau Z[√5]. Compte tenu du fait que b est pair, cette condition supplémentaire sur m se traduit par : aFm est pair c'est-à-dire, si a est impair : m multiple de 3 (par le même argument que dans le cas d = ±1).

## Dernier théorème de Fermat pour l'exposant 5
Pour l'exposant 5, le dernier théorème de Fermat énonce qu'il n'existe pas de triplet (x, y, z) d'entiers non nuls et deux à deux premiers entre eux tel que x5 + y5 = z5. S'il en existe, l'un des trois entiers est évidemment pair mais aussi, d'après le théorème de Sophie Germain, l'un des trois est divisible par 5. On doit donc distinguer deux cas, selon que le même x, y ou z est divisible par 2 et 5 ou non.
En juillet 1825, Gustav Lejeune Dirichlet, alors à Paris, présenta devant l'Académie des sciences, une preuve du théorème, dans le cas où l'un des x, y, z est divisible par 10. Adrien-Marie Legendre, rapporteur du mémoire de Dirichlet à l'Académie, compléta la démonstration quelques mois plus tard. Dirichlet en donna finalement une nouvelle version, en suivant les principes de sa propre preuve, en novembre 1825,. C'est dans cette preuve que Dirichlet utilise les propriétés des nombres de Z[φ].
La preuve (cf. article détaillé) repose sur le lemme clé suivant, :

Si deux entiers u et v, premiers entre eux et de parités différentes, sont tels que u2 – 5v2 soit une puissance cinquième et v soit divisible par 5, alors il existe deux entiers U et V tels que u + v√5 = (U + V√5)5.
Pour cela, Dirichlet démontre plus généralement :

Si deux entiers u et v, premiers entre eux, sont tels que u2 – 5v2 soit une puissance cinquième impaire et non divisible par 5 alors, dans Z[√5], u + v√5 est le produit d'une puissance cinquième par un élément de norme 1.
La démonstration suivante de ces deux lemmes n'est pas exactement la sienne. Nous utiliserons le préambule de l'étude des éléments irréductibles de Z[φ], le fait que Z[√5] = Z + 2Z[φ], et la connaissance des inversibles de Z[√5].